# Jouko Lönnqvist
Jouko Kalevi Lönnqvist, född 24 oktober 1943 i Tammerfors, är en finländsk läkare. 
Lönnqvist, som är specialist i psykiatri, blev medicine och kirurgie doktor 1977, forskarprofessor vid Folkhälsoinstitutet 1986 och chef vid dess avdelning för mental- och alkoholforskning 1997. Han var professor i socialpsykiatri vid Tammerfors universitet 2001–2004 och blev professor i psykiatri vid Helsingfors universitet 2004. Han är känd för sin forskning kring den mentala hälsan och sitt arbete för suicidprevention.